# Jem and the Holograms (filme)
Jem and the Holograms (Jem (título em Portugal) ou Jem e as Hologramas (título no Brasil)) é um filme musical estadunidense em live-action de romance, fantasia e comédia dramática baseado na franquia e série animada de mesmo nome dos anos 80. Dirigido por Jon M. Chu e escrito por Ryan Landels, o filme estreou em 23 de outubro de 2015 nos Estados Unidos. Em Portugal o filme foi lançado em 12 de novembro de 2015.

## Sinopse
Em uma era de mídia social tecnológica, uma adolescente órfã chamada Jerrica Benton, se torna a nova sensação do momento, e ela e sua irmã embarcam em uma aventura em Los Angeles para poder tentar descobrir sobre a mensagem final deixada pelo pai delas.

## Elenco
- Aubrey Peeples como Jerrica Benton/Jem, a vocalista da banda.
- Stefanie Scott como Kimber Benton, a irmã mais nova de Jem e a tecladista, e compositora da banda.
- Hayley Kiyoko como Aja Leith, a guitarrista da banda.
- Aurora Perrineau como Shana Elmsford, a baixista da banda.
- Juliette Lewis como Erica Raymond, a co-proprietária cruel e corrupta da Starlight Records.[4]
- Ryan Guzman como Rio Pacheco, o guia e engenheiro da banda e também a "paixoneta" de Jem.
- Molly Ringwald como Senhorita Bailey, a zeladora da Casa Starlight.
- Nathan Moore como Zipper, o principal antagonista.
- Barnaby Carpenter como Emmet Benton, o falecido pai de Jem e Kimber.
- Kesha como Pizzazz, a líder das Desajustadas.

## Produção
Devido o sucesso recente de G.I. Joe e Transformers, a Hasbro disse considerar a possibilidade de fazer um filme em live-action em parceria com a Universal Studios, no qual a Hasbro tinha assinado um contrato de seis filmes em 2010, ou então uma nova série animada. Em 20 de março de 2014, a adaptação cinematográfica de Jem and the Holograms em live-action foi anunciada, e seria dirigida por Jon M. Chu. Em 20 de outubro de 2014, a Hasbro Studios anunciou uma parceria com a Allspark Pictures para este filme e seu próximo filme My Little Pony de 2017.

### Elenco
Em abril, foi anunciado que Aubrey Peeples tinha sido escalada para o papel de Jem, e Stefanie Scott como Kimber, Hayley Kiyoko como Aja, e Aurora Perrineau como Shana. Em 30 de abril, o actor Ryan Guzman foi escalado para o papel do Rio. Em 19 de maio, Juliette Lewis foi escalada ao elenco do filme. Em 20 de maio, Molly Ringwald também se juntou ao filme.

### Filmagens
As filmagens começaram no dia 22 de abril de 2014 em Van Nuys, e, em 19 de maio, as cenas foram filmadas em Los Angeles. As filmagens foram terminadas em 24 de maio de 2014.

### Marketing
Em 25 de fevereiro de 2015, a primeira imagem oficial do filme foi lançada, com Aubrey Peeples como Jem, Stefanie Scott como Kimber, e Hayley Kiyoko como Aja no palco. 

## Lançamento
Em 16 de outubro de 2014, a Universal e Blumhouse anunciaram que o filme seria lançado no dia 23 de outubro de 2015 nos Estados Unidos.